# Anthidium suphureum
Anthidium suphureum là một loài Hymenoptera trong họ Megachilidae. Loài này được Lepeletier mô tả khoa học năm 1841.